# Sokoke
Sokoke je plemeno kočky domácí, které pochází z Keni a jehož název je odvozen z tamního národního parku Arabuko Sokoke.  Plemeno je chováno především v Dánsku a v USA.

## Historie
První kočku sokoke objevila Jeni Slater v roce 1978 na kokosových plantážích v Keni. Zaujala ji, protože nikdy tak zvláštně zbarvenou kočku neviděla. V roce 1984 přivezl Moldrup (přítel Jeni) chovný pár těchto koček (jménem Jeni a Mzuri) do Dánska. První mláďata se narodila v roce 1985. Další kočky sokoke byly do Evropy importovány v roce 1991 s cílem vybudovat nové chovné plemeno. První výstavu absolvovaly 6. 9. 1992 ve Vissenbjergu v Dánsku, kde byly představeny jako nové plemeno a od roku 1993 je toto plemeno uznané FIFe.
Pravý původ sokoke koček je stálé záhadný, nežily s lidmi ani s domácími kočkami. Chovatelé museli dlouho čekat na rozvinutí chovu, protože nebylo možné přivézt další jedince.

## Povaha
Sokoke jsou velice aktivní zvláštní kočky, které si zachovaly přírodní instinkty. V případě ohrožení volí ústup nebo použijí jen zuby a drápky. Jsou výbornými běžci díky svým dlouhým zadním nohám, které jsou delší než přední, a středně dlouhému štíhlému svalnatému tělu. Hlava je v porovnání s tělem malá, oči jsou výrazné a uši velké. Sokoke stále vypadají jako kočky džungle, ale mají již domácí temperament.
Jsou to inteligentní společenské kočky. Užívají si společnost dalších koček, zvláště pak koček svého druhu. Na všech činnostech se podílejí společně. Společně doprovázejí majitele, společně komunikují a společně chtějí být na jednom klíně. Na majitele jsou fixované do té míry, že jeho změna může vést ke změnám v jejich povaze. Nepožadují speciální péči a nejsou náročné. Milují teplo, proto by neměly být delší dobu chovány v teplotách pod 20 – 22 stupňů. Jejich srst je hladká, přiléhavá, bez podkladu. Zbarvení je hnědé až černé na světle hnědém až šedohnědém pozadí. Pro toto plemeno je specifické tečkování na břiše. Barevná škála očí jde od žluté, přes zlatou až po zelenou.
Své majitele milují a jsou vždy připraveny k pohlazení. Obvykle se nerady nosí v náruči, ale spokojeně spí na klíně, pokud se tak rozhodnou. Také s nimi lze vést dlouhou konverzaci, kdy šťastně a hlavně hlasitě odpovídají.

## Standard
- Hlava: Tvar: klínovitý, poměrně malá k tělu. Profil: na vrchu lebky téměř plochý. Nos rovný, střední délky; krátká, vpředu jemně zakřivená klenba, široká s ostrým koncem. Nosní kosti: vysoké a dobře definované. Brada: silná a široká, v linii se špičkou nosu.
- Uši: středně velké, široké v základně. Špičky nepatrně kulaté, chloupky na špičkách jsou žádoucí. Posazení: středně vysoko, mezi ušima by měla být vzdálenost.
- Oči: tvarem velké, mírně mandlovité. Posazení: široce odsazené, mírně skloněné k nosu. Barva: jasná a výrazná; jantarová až světle zelená.
- Tělo: středně dlouhé, štíhlé, dobře osvalené se silnou kostrou. Dobře vyvinutý hrudník.
- Nohy: dlouhé, štíhlé, dobře osvalené. Zadní nohy delší než přední. Posazení zadních končetin je pro toto plemeno charakteristické. Tlapky oválné.
- Ocas: středně dlouhý, širší v základně než na konci.
- Srst: velmi krátká, těsně přiléhající a lesklá, ale ne jemná, s nepatrnou nebo žádnou podsadou. Barva: jakékoli odstíny černého mramorování.
- Kresba: mramorovaná s tečkami, žádaná je také kresba „agouti“ (divoké zbarvení – žíhání) na některých místech, typická pro toto plemeno.

Vady:
- Hlava: příliš orientální, příliš odlišná
- Krk: krátký a tlustý
- Tělo: příliš mohutné, bez elegance

Body:
- Hlava: 15 (tvar, nos, čelist a zuby, čelo, brada, tvar a umístění uší)
- Oči: 10 (tvar a barva)
- Tělo: 25 (tvar, velikost, kostra, tvar nohou a pacek, tvar a délka ocasu)
- Srst: 30 (barva a kresba), 15 (kvalita, textura, délka)
- Kondice: 5